# 로미오와 줄리엣 효과
로미오와 줄리엣 효과(Romeo and Juliet effect)는 영국 배우이자 감독인 리차드 드리스콜(Richard Driscoll)이 윌리엄 셰익스피어의 희곡 로미오와 줄리엣의 주인공을 언급하면서 부모의 반대에 직면했을 때 관계에서 낭만적인 감정이 강화되는 것을 묘사한다.

## 역사
서구 세계의 낭만적인 사랑에 대한 초기 리뷰에서는 윌리엄 셰익스피어의 로미오와 줄리엣에서처럼 사랑의 강도와 장애물이나 심각한 어려움의 지속적인 연관성을 강조했다.
1972년에 리차드 드리스콜은 키스 데이비스(Keith Davis) 및 밀턴 리페츠(Milton Lipetz)와 함께 그러한 생각에 대한 근본적인 진실을 암시하는 관계에 대한 종단적 연구 결과를 발표했다. 결과는 사랑하는 관계에 대한 부모의 간섭이 적어도 짧은 시간 동안 부부 구성원 간의 낭만적인 사랑의 감정을 강화할 수 있음을 시사한다. 이번 연구에서는 설문지와 설문 조사를 통해 기혼 및 미혼 부부 140쌍을 인터뷰했다. 연구자들은 배우자에 대한 감정, 그들이 인지한 사랑, 배우자에 대한 신뢰도, 궁핍함, 부모의 간섭에 대한 감정을 측정했다. 부부는 첫 번째 세션에서 이러한 절차를 완료한 후 약 6개월에서 1년 후에 동일한 설문 조사 세션을 완료하여 지난 몇 달 동안 그들의 관계가 어떻게 지속되었는지 확인했다. 원래 참가자의 약 80%가 두 번째 세션을 완료했다. 원래 표본 중 극히 일부만이 관계를 끝내거나 이혼했다. 종합적인 연구 결과에서는 파트너에 대한 사랑 평가와 부모의 간섭이 증가하는 것으로 나타났다. 간섭은 신뢰 감소, 비판적 증가, 부정적이고 성가신 행동의 빈도 증가와도 관련이 있기 때문에 다른 실망스러운 효과도 있는 것으로 보인다.

## 같이 보기
- 반발 이론